# Schots voetbalkampioenschap 1910/11
1910-11 was het 21ste seizoen in de Schotse voetbalcompetitie. De Rangers werden kampioen.

## Scottish League Division One
| Plaats | Team                | Wed | W  | G  | V  | DV | DT | DS  | Pts |
| ------ | ------------------- | --- | -- | -- | -- | -- | -- | --- | --- |
| 1      | Rangers             | 34  | 23 | 6  | 5  | 90 | 34 | 56  | 52  |
| 2      | Aberdeen FC         | 34  | 19 | 10 | 5  | 53 | 28 | 25  | 48  |
| 3      | Falkirk FC          | 34  | 17 | 10 | 7  | 65 | 42 | 23  | 44  |
| 4      | Partick Thistle     | 34  | 17 | 8  | 9  | 50 | 41 | 9   | 42  |
| 5      | Celtic FC           | 34  | 15 | 11 | 8  | 48 | 18 | 30  | 41  |
| 6      | Dundee FC           | 34  | 18 | 5  | 11 | 54 | 42 | 12  | 41  |
| 7      | Third Lanark        | 34  | 16 | 7  | 11 | 59 | 53 | 6   | 39  |
| 8      | Clyde FC            | 34  | 14 | 11 | 9  | 45 | 36 | 9   | 39  |
| 9      | Hibernian           | 34  | 15 | 6  | 13 | 44 | 48 | -4  | 36  |
| 10     | Kilmarnock          | 34  | 12 | 10 | 12 | 42 | 45 | -3  | 34  |
| 11     | Airdrieonians       | 34  | 12 | 9  | 13 | 49 | 53 | -4  | 33  |
| 12     | St. Mirren          | 34  | 12 | 7  | 15 | 46 | 57 | -11 | 31  |
| 13     | Morton FC           | 34  | 9  | 11 | 14 | 49 | 51 | -2  | 29  |
| 14     | Hearts              | 34  | 8  | 8  | 18 | 42 | 59 | -17 | 24  |
| 15     | Raith Rovers        | 34  | 7  | 10 | 17 | 36 | 55 | -19 | 24  |
| 16     | Hamilton Academical | 34  | 8  | 5  | 21 | 31 | 60 | -29 | 21  |
| 17     | Motherwell          | 34  | 8  | 4  | 22 | 37 | 66 | -29 | 20  |
| 18     | Queen's Park        | 34  | 5  | 4  | 25 | 28 | 80 | -52 | 14  |

## Scottish League Division 2
| Plaats | Team                  | Wed | W  | G | V  | DV | DT | DS  | Pts |
| ------ | --------------------- | --- | -- | - | -- | -- | -- | --- | --- |
| 1      | Dumbarton             | 22  | 15 | 1 | 6  | 52 | 30 | 22  | 31  |
| 2      | Ayr United            | 22  | 12 | 3 | 7  | 54 | 36 | 18  | 27  |
| 3      | Albion Rovers         | 22  | 10 | 5 | 7  | 26 | 21 | 5   | 25  |
| 4      | Leith Athletic        | 22  | 9  | 6 | 7  | 42 | 43 | -1  | 24  |
| 5      | Cowdenbeath FC        | 22  | 9  | 5 | 8  | 31 | 27 | 4   | 23  |
| 6      | St. Bernard's         | 22  | 10 | 2 | 10 | 36 | 41 | -5  | 22  |
| 7      | East Stirlingshire    | 22  | 7  | 6 | 9  | 28 | 34 | -6  | 20  |
| 8      | Abercorn              | 22  | 9  | 1 | 12 | 39 | 50 | -11 | 19  |
| 9      | Port Glasgow Athletic | 22  | 8  | 3 | 11 | 27 | 32 | -5  | 19  |
| 10     | Arthurlie FC          | 22  | 7  | 5 | 10 | 26 | 33 | -7  | 19  |
| 11     | Dundee Hibernian      | 22  | 7  | 5 | 10 | 29 | 36 | -7  | 19  |
| 12     | Vale of Leven         | 22  | 4  | 8 | 10 | 21 | 28 | -7  | 19  |

## Scottish Cup
Celtic FC 2-0 Hamilton Academical

## Nationaal elftal
| Datum          | Plaats                   | Tegenstander | Score | Competitie                | Schotland scorers            |
| -------------- | ------------------------ | ------------ | ----- | ------------------------- | ---------------------------- |
| 6 maart, 1911  | Ninian Park, Cardiff     | Wales        | 2-2   | British Home Championship | Robert Hamilton (2)          |
| 18 maart, 1911 | Celtic Park, Glasgow     | Ierland      | 2-0   | British Home Championship | William Reid, James McMenemy |
| 1 april, 1911  | Goodison Park, Liverpool | Engeland     | 1-1   | British Home Championship | Alex Higgins                 |

- Scores worden eerst voor Schotland weergegeven ongeacht thuis of uit-wedstrijd

Football League: 1890/91 · 1891/92 · 1892/93

First Division: 1893/94 · 1894/95 · 1895/96 · 1896/97 · 1897/98 · 1898/99 · 1899/00 · 1900/01 · 1901/02 · 1902/03 · 1903/04 · 1904/05 · 1905/06 · 1906/07 · 1907/08 · 1908/09 · 1909/10 · 1910/11 · 1911/12 · 1912/13 · 1913/14 · 1914/15 · 1915/16 · 1916/17 · 1917/18 · 1918/19 · 1919/20 · 1920/21 · 1921/22 · 1922/23 · 1923/24 · 1924/25 · 1925/26 · 1926/27 · 1927/28 · 1928/29 · 1929/30 · 1930/31 · 1931/32 · 1932/33 · 1933/34 · 1934/35 · 1935/36 · 1936/37 · 1937/38 · 1938/39 · 1939/40 · 1940/41 · 1941/42 · 1942/43 · 1943/44 · 1944/45 · 1945/46 · 1946/47 · 1947/48 · 1948/49 · 1949/50 · 1950/51 · 1951/52 · 1952/53 · 1953/54 · 1954/55 · 1955/56 · 1956/57 · 1957/58 · 1958/59 · 1959/60 · 1960/61 · 1961/62 · 1962/63 · 1963/64 · 1964/65 · 1965/66 · 1966/67 · 1967/68 · 1968/69 · 1969/70 · 1970/71 · 1971/72 · 1972/731973/74 · 1974/75

Premier Division: 1975/76 · 1976/77 · 1977/78 · 1978/79 · 1979/80 · 1980/81 · 1981/82 · 1982/83 · 1983/84 · 1984/85 · 1985/86 · 1986/87 · 1987/88 · 1988/89 · 1989/90 · 1990/91 · 1991/92 · 1992/93 · 1993/94 · 1994/95 · 1995/96 · 1996/97 · 1997/98

Premier League: 1998/99 · 1999/00 · 2000/01 · 2001/02 · 2002/03 · 2003/04 · 2004/05 · 2005/06 · 2006/07 · 2007/08 · 2008/09 · 2009/10 · 2010/11 · 2011/12 · 2012/13

Premiership: 2013/14 · 2014/15 · 2015/16 · 2016/17 · 2017/18 · 2018/19 · 2019/20 · 2020/21